# Decarydendron helenae
Decarydendron helenae är en tvåhjärtbladig växtart som beskrevs av Paul Auguste Danguy. Decarydendron helenae ingår i släktet Decarydendron och familjen Monimiaceae. Utöver nominatformen finns också underarten D. h. stenophyllum.